# Ellen Klinghammer
Ellen Klinghammer (* 23. Oktober 1979 in Frankfurt am Main) ist eine deutsche Komponistin und Texterin. Klinghammer interpretiert ihre Songs als Sängerin und Pianistin selbst.

## Biografie
Im Alter von sechs Jahren hatte Ellen Klinghammer ihre ersten privaten Klavierstunden und wurde drei Jahre später an der Musikschule in Idstein angemeldet, wo sie von verschiedenen Lehrern klassischen Klavierunterricht bekam. Mit 15 entschied sie sich, mit dem Unterricht vorerst aufzuhören, da sie lieber frei improvisierte und eigene Stücke zu schreiben begann. Das erste Mal trat sie 1992 mit einem Instrumentalstück auf, 1998 folgte dann der erste richtige öffentliche Auftritt mit Eigenkompositionen.
Nach dem Abitur 2000 folgte eine zweijährige kaufmännische Ausbildung zur Fremdsprachenkorrespondentin, bevor sich Klinghammer entschied, professionell Musik zu machen und ab 2002 regelmäßig Konzerte mit Eigenkompositionen zu spielen. Neben Soloauftritten war sie auch im Trio mit Christopher Herrmann (Cello) und Martin Standke (Schlagzeug) zu sehen. Aufgrund von Publikumsnachfragen stellte sie – zunächst selbstgebrannt, später professionell gefertigt – eine CD mit sieben Songs (teils Studio-, teils Live-Aufnahmen) zusammen, die sie dem Charakter der Kopplung entsprechend „Demo“ nannte und auf ihrem eigenen Label „Holly Records“ veröffentlichte und seitdem selbst vertreibt.
Titel wie „Water & Cigarettes“ und „Duffer“ erschienen auf unterschiedlichen Compilations. Nach einem vielbeachteten Trio-Konzert im Frankfurter Nachtleben Ende November 2003 ergaben sich für die junge Musikerin viele Auftrittsmöglichkeiten, u. a. im Frankfurter Hof in Mainz, dem Kfz in Marburg und dem Colos-Saal in Aschaffenburg. Eine euphorische Kritik gab es nach ihrem Jazzkeller-Konzert im April 2004 in der FAZ. Radiointerviews bei Volker Rebell (hr3), Fernsehauftritte bei „Newcomer TV“ im HR-Fernsehen und bei Sat 1 halfen zusammen mit Konzerten beim Museumsuferfest in Frankfurt, Wettbewerbsteilnahmen (Endrunde beim MMA Mannheim Music Award sowie 2. Platz bei Jury- und Publikumspreis bei „Neukommer“ in der Centralstation in Darmstadt) und Festivalauftritten den Geheimtippstatus hinter sich zu lassen.
2005 begann Ellen Klinghammer mit den Aufnahmen ihres ersten Studioalbums „Holly’s Songs“, die sie im Sommer wegen gesundheitlicher Probleme unterbrechen musste. Ende des Jahres stellte die Musikerin die Studioaufnahmen fertig und beendete den Mix am Heiligabend.
2006 erschien ihr Album „Holly´s Songs“, das auf wohlwollende bis euphorische Kritik stieß.
Zwischen 2008 und Mitte 2011 legt sie aus gesundheitlichen Gründen eine künstlerische Pause ein. Ihr erster öffentlicher Auftritt nach der Pause fand im August 2011 statt.

## Diskografie

### Alben
- Demo (2002)
- Holly’s Songs (2006)

### Beiträge zu Samplern
- Buddha Grooves (2004)
- Best of Mainova Heimspiel (2004)
- Audio Surf Vol. 1 (Banana Pirate Records, 2005)
- MMA-Compilation Part One (Banana Pirate Records, 2005)
- Silent Poetry – A New Silent Movement (Coconut/edel, 2005)